# Кристиан Албрехт (Бранденбург-Ансбах)
Кристиан Албрехт фон Бранденбург-Ансбах (на немски: Christian Albrecht von Brandenburg-Ansbach; * 18 септември 1675, Ансбах; † 16 октомври 1692, Ансбах) от фамилията Хоенцолерн, е от 1686 до 1692 г. маркграф на франкското Княжество Ансбах.

## Живот
Той е син на маркграф Йохан Фридрих фон Бранденбург-Ансбах (1654 – 1686) и първата му съпруга Йохана Елизабет фон Баден-Дурлах (1651 – 1680), дъщеря на маркграф Фридрих VI фон Баден-Дурлах (1617 – 1677) и Кристина Магдалена фон Пфалц-Цвайбрюкен-Клеебург.
Когато баща му умира през 1686 г. Кристиан Албрехт е непълнолетен и поема управлението под опекунство и умира преди да стане пълнолетен.
Наследен е от също непълнолетния му брат Георг Фридрих II Млади.